# Game Boy Pocket
Game Boy Pocket（简称为GBP）是任天堂Game Boy的改版机型，兼容GB软件。Game Boy Pocket相比于Game Boy，显得更小巧，缩小了近30%的体积，而且改良了LCD屏幕。在机能方面，与GB主机相比，并没有太大的变化，所以可以说是Game Boy的轻薄版。

## 主机参数
- 屏幕类型：2.6英寸反射型LCD屏幕
- 解析度：160×144像素
- 屏幕发色数：4级灰阶
- 声效：4声道數位音源，包括2路矩形波，一路任意波，一路杂音，主机含有1个喇叭，通过耳机可以实现立体声。
- 中央处理器：8bit，Z80@4.19Mhz
- 内置记忆体：8KB RAM + 8KB VRAM
- 主机接口：游戏卡插槽、AC电源接口、通讯接口、耳机接口
- 电源：两节AAA型电池（可提供最多10小时游戏时间）[2]，或使用AC适配器
- 游戏卡插槽：对应GB游戏卡（最大8Mb）
- 主机规格：127.6mm（长）×77.6mm（宽）×25.3mm（高）
- 主机重量：125g
- 发售日/售价：日本1996年7月21日，北美1996年9月3日/7800日元